# یواس‌اس واریک (ای‌کی‌ای-۸۹)
یواس‌اس واریک (ای‌کی‌ای-۸۹) (به انگلیسی: USS Warrick (AKA-89)) یک کشتی بود که طول آن ۴۵۹ فوت ۱ اینچ (۱۳۹٫۹۳ متر) بود. این کشتی در سال ۱۹۴۴ ساخته شد.